# 蔣榮
蔣榮（1751年—1813年），字介修，號東巖，江蘇蘇州府長洲縣人，清朝政治人物。

## 生平
蔣榮為蘇州婁關蔣氏家族蔣燦裔孫。曾祖蔣曰樑，祖父蔣光宗，父蔣國華，母為乾隆三年（1738年）戊午科舉人、山東濟南府通判江宗岳女。蔣榮為蔣國華次子，長洲監生，乾隆四十二年（1777年）與從祖蔣曾煌、蔣業謙及從叔父蔣元復同為丁酉科順天鄉試舉人。五十二年（1787年）大挑二等，五十六年（1791年）任江蘇銅山縣儒學訓導，加教諭銜，嘉慶十四年（1809年）升四川名山縣知縣，十八年（1813年）任四川鄉試外簾官，同年秋去世。

## 家庭
夫人為安徽亳州吏目李繹女（1750-1821）。有六子：蔣景曾、蔣超曾、蔣奕曾、蔣兆曾（出嗣）、蔣繩曾（出嗣）及蔣茂庚（出嗣）。